# Bistum Sandakan
Das Bistum Sandakan (lat.: Dioecesis Sandakanana) ist eine in Malaysia gelegene römisch-katholische Diözese mit Sitz in Sandakan. Es besteht aus den Verwaltungsgebieten Sandakan Division und Tawau Division.

## Geschichte
Das Bistum Sandakan wurde am 16. Juli 2007 durch Papst Benedikt XVI. mit der Apostolischen Konstitution Missionalem per navitatem aus Gebietsabtretungen des Bistums Kota Kinabalu errichtet und dem Erzbistum Kuching als Suffraganbistum unterstellt. Erster Bischof wurde Julius Dusin Gitom.
Am 23. Mai 2008 wurde das Bistum Sandakan dem Erzbistum Kota Kinabalu als Suffraganbistum unterstellt.